# 法隆寺町
もしかして
- 斑鳩町

ではありませんか？